# Bolesta (kasztelan)
Bolesta (ur. XII wiek – zm. 1170) – rycerz polski z rodu Jastrzębców, kasztelan.

## Życiorys
Bolesta przed rokiem 1170 został kasztelanem strzegącego pogranicza z Jaćwieżą grodu Wizna.
Miał spór z biskupem płockim Wernerem o wieś Karsko, sprawę sądową przegrał. W lutym 1170 gdy podejmował w Wiźnie poselstwo pruskie otrzymał wieści, że biskup Werner przebywa w spornej osadzie. Wzburzony kazał swojemu bratu Beneszowi zabić biskupa. Ten w nocy 5 lutego 1170 z pomocą wojów pruskich zaskoczył i zabił śpiącego razem z bratem Benedyktem Wernera. Zbrodnia wydała się, Bolesta został uwięziony i skazany przez księcia Bolesława Kędzierzawego na śmierć. Wyrok wykonano w Gnieźnie, owinięty płótnem nasączonym woskiem Bolesta, został publicznie spalony. Benesz uniknął kary. Prawdopodobnie zbiegł do Prus.